# Aplexa hypnorum
Aplexa hypnorum (ook wel: slaapslakje) is een in zoet water levende longslak uit de familie Physidae.

## Naam
De soortnaam werd in 1758 ingevoerd door Carl Linnaeus (1786-1836) als Bulla hypnorum in de tiende editie van Systema naturae. Door andere inzichten in de taxonomie is de soort later in het geslacht Aplexa geplaatst. Als gevolg van deze naamswijziging worden auteursnaam en datum nu tussen haakjes gezet. De soortaanduiding hypnorum verwijst naar de eigenschap om droge perioden te kunnen overleven door in de uitdrogende modder of ander bodemmateriaal de terugkomst van het water af te wachten.

## Beschrijving

### De schelp
De schelp is linksgewonden en slank spoelvormig. De top is spits en er zijn ongeveer 6 regelmatig in grootte toenemende matig bolle windingen. De mondopening is langgerekt peervormig, heeft een scherphoekige bovenzijde en neemt ongeveer de helft van de totale schelphoogte in beslag. De spil is aan de onderzijde iets verdraaid. De zeer breekbare mondrand is niet verdikt, wijkt aan de onderzijde wat naar achteren en is discontinu. Boven en onderkant van de mondrand worden aan de pariëtale zijde verbonden met een dunne goed ontwikkelde callus. Er is geen navel. De schelp is dunschalig, glad en glanzend. Groeilijnen zijn zwak ontwikkeld en soms is een oude mondrand zichtbaar. Af en toe is een zeer fijne spiraalsculptuur aanwezig. Bij levende dieren is de schelp doorschijnend en geelachtig tot roodbruin van kleur. Fossiele schelpen zijn wit, glanzend en ondoorzichtig.
Afmetingen van de schelp
- breedte: 5 mm
- hoogte: 12 mm

### Habitat
De soort leeft in periodiek uitdrogend water dat doorgaans niet dieper is dan een meter. Op moerassige plaatsen, greppels, kleine slootjes en poeltjes.

### Huidige verspreiding
Aplexa hypnorum heeft een Europese verspreiding met de nadruk op het Noordelijk gedeelte.

### Fossiel voorkomen
De soort is bekend uit interglacialen en interstadialen uit het hele Pleistoceen, en het Holoceen. In Nederland gevonden in afzettingen uit het Bavel Interglaciaal, interstadialen van het Weichselien en het Holoceen. In België gevonden in het Holoceen.

## Verwijzingen